# 湖南美术出版社
湖南美术出版社有限责任公司（簡稱湘美），是中国大陆的一家美术作品出版社，成立于1980年5月。ISBN代号为978-7-5356。现为中南出版传媒集团成员。
2010年至2014年初，该社负责出版广州天闻角川动漫有限公司所引进的轻小说、漫画。天闻角川图书下架事件后，轻小说类产品的出版合作基本转移他社，目前主要承接绘本、画集类合作。但以出书总量计算，仍为中国大陆的主要轻小说、漫画出版社之一。

## 相关项目
- 中國大陸代理輕小說列表#天闻角川
- 中國大陸出版輕小說列表#天闻角川